# Ophioderma pendulum
Ophioderma pendulum is een varen uit de addertongfamilie (Ophioglossaceae). De soort komt uit Zuidoost-Azië en Australië en groeit anders dan de meeste Ophioglossales als epifyt op palmen en varens.

## Naamgeving enetymologie
- Synoniem: Ophioglossum pendulum L. 1763

De botanische naam Ophioderma is afgeleid van het Oudgrieks ὄφις, ophis (slang) en δέρμα, derma (huid). De soortaanduiding pendulum slaat op de hangende bladen.

## Kenmerken
Ophioderma pendulum heeft een korte rizoom en vlezige wortels. Elke plant bestaat uit twee delen, een onvruchtbare, bladvormige trofofoor en een vruchtbare sporofoor, die ingeplant is op de rugzijde van de onderste helft van het blad.
De trofoforen zijn lijnvormig, tot 1 m lang en 4 cm breed, afhangend, aan de basis versmald maar zonder duidelijke steel, soms gevorkt, met gave randen en netvormige nerven. De sporoforen zijn tot 25 cm lange, kort gesteelde, ongedeelde, lijnvormige sporenaren, met de sporenhoopjes ingebed in de centrale as van de aar.

## Habitaten verspreiding
Ophioderma pendulum is een epifytische of halfepifytische plant die vooral groeit op boomstronken, op de stammen van boomvaren, tussen de bladvoeten van palmen en tussen de oude bladen van nestvarens. De soort heeft een groot verspreidingsgebied, vooral in tropische streken van Zuidoost-Azië, de eilanden van de Stille Oceaan en Australië.
Botrychium (Maanvaren) · Botrypus · Cheiroglossa · Helminthostachys · Japanobotrychium · Mankyua · Ophioderma · Ophioglossum (Addertong) · Sceptridium